# إجراء نوروود

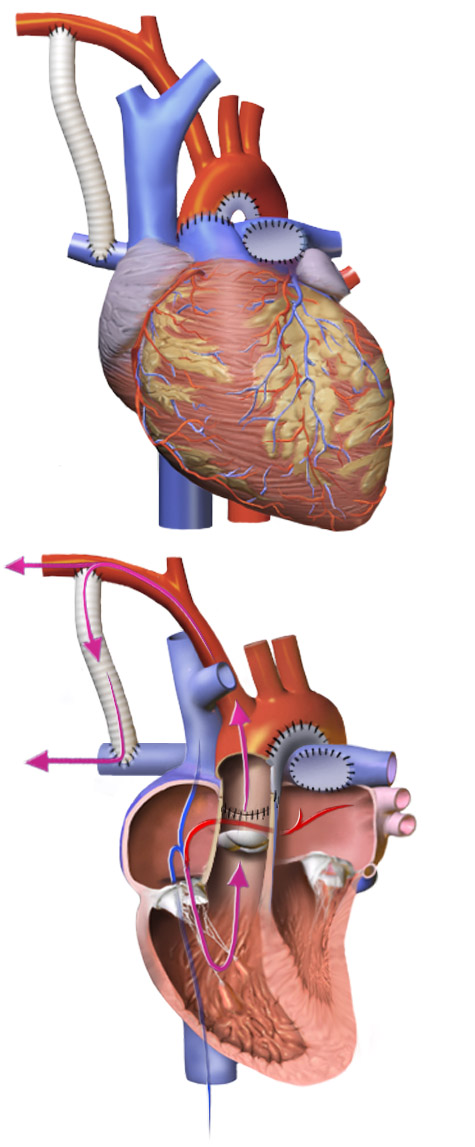
إجراء نوروود

إجراء نوروود هو أول عملية جراحية تشمل ثلاث مراحل من عمليات القلب بهدف إنشاء دوران جهازي وظيفي جديد لدى المرضى الذين يعانون من متلازمة القلب الأيسر ناقص التنسج أو العيوب القلبية المعقدة الأخرى مع فيزيولوجيا بطين واحد. يتضمن إجراء نوروود (المرحلة 1) استئصال الحاجز الأذيني وقطع وربط الشريان الرئوي الرئيسي البعيد. يوصل الشريان الرئوي القريب بعد ذلك بقوس الأبهر ناقصة التنسج، بينما يُصلَح الجزء المتضيق من الأبهر. يجري إنشاء تحويلة أبهرية رئوية من أجل وصل الشريان الأبهري بالشريان الرئوي الرئيسي لتأمين تدفق دموي رئوي. الجراحة الثانية (المرحلة 2) هي فصل الدورة الدموية الرئوية عن الجهازية بمجرد انخفاض مقاومة الأوعية الدموية الرئوية، عن طريق إزالة التحويلة الأبهرية الرئوية متبوعة بإنشاء تحويلة رئوية أجوفية علوية ثنائية الاتجاه، يُعرَف هذا أيضًا باسم إجراء غلين المعدل أو هيمي-فونتان. الجراحة الثالثة (المرحلة 3) هي إجراء فونتان، حيث يوصل الوريد الأجوف السفلي (الوريد الكبير الذي يحمل الدم من الجزء السفلي للجسم إلى القلب) بالشرايين الرئوية الفرعية. بعد اكتمال هذه الجراحة، يتدفق كل الدم الوريدي العائد من الجسم مباشرة إلى الرئتين.
أبلٍغ عن أول استخدام ناجح لإجراء نوروود من قبل الدكتور ويليام إيمون نوروود جونيور وزملاؤه عام 1981. يلزم إجراء تحويلة قلبية رئوية.

## الاستطبابات
غالبًا ما يُستخدَم هذا الإجراء لعلاج متلازمة القلب الأيسر ناقص التنسج، أو أنواع معينة من رتق الصمام التاجي، أو حالات أخرى تؤدي إلى دوران بطين مفرد.
في هذه الظروف، تكون المشكلة الأكثر إلحاحًا هي أن القلب غير قادر على ضخ الدم إلى الدوران الجهازي (أي إلى الجسم). الهدف من هذه العمليات الجراحية الثلاث هو توصيل البطين المفرد بالدوران الجهازي في النهاية. ولتحقيق ذلك، يُعطَّل تدفق الدم إلى الرئتين، وبالتالي يجب إنشاء مسار بديل لتزويد الرئتين بالدم.

## العملية
يكون الدخول إلى تجويف الجسم من أجل إجراء نوروود من خلال شق عمودي فوق عظم القص. فصل عظم القص ضروري. إن هذه الجراحة معقدة، وقد تختلف قليلًا حسب التشخيص والحالة العامة للقلب. يمكن تقسيم الجراحة على القلب إلى خطوتين رئيسيتين.

### تأمين الدوران الجهازي
يُفصَل الشريان الرئوي الرئيسي عن الجزأين الأيمن والأيسر من الشريان الرئوي، ويُوصَل بالجزء العلوي من الأبهر. غالبًا ما يكون توسيع الشريان الرئوي ضروريًا، ويمكن تحقيقه باستخدام الأنسجة البيولوجية الموجودة لدى المريض، أو الأنسجة الحيوانية المناسبة. يسمح هذا بضخ الدم، وهو خليط من المؤكسج وغير المؤكسج، إلى الجسم عبر البطين الأيمن الوظيفي، من خلال الصمام الرئوي.

### تأمين الدوران الرئوي
بما أن الجزء المتبقي من الشريان الرئوي قد أصبح الآن مفصولًا عن القلب، يجب استخدام إحدى التقنيات القليلة لتزويد الرئتين بالدم:
- مع تحويلة بلالوك-توسيغ المُعدَّلة، تُستخدَم قناة غور-تكس (نوع من الأنابيب البلاستيكية) لوصل الشريان تحت الترقوة بالشريان الرئوي. في هذه الحالة، يأتي الدم من البطين المفرد إلى الرئتين، عبر الصمام الرئوي، والشريان الأبهر المعاد تصنيعه، والشريان تحت الترقوة، والقناة. هناك اختلافات في هذا الإجراء حيث يكون منشأ التحويلة في مكان آخر في الدوران الجهازي (على سبيل المثال من الشريان الأبهر نفسه) بدلاً من الشريان تحت الترقوة.
- باستخدام تحويلة سانو، يُجرَى ثقب في جدار البطين المفرد، وتُستخدَم قناة غور-تكس لوصل البطين بالشريان الرئوي. الفرق الرئيسي هنا هو أن تدفق الدم يكون أكثر نبضًا من نسخة بلالوك-توسيغ.

بعد هذه الخطوة الأولى (تبديل البطين الأيمن في الوضع الوظيفي إلى البطين الأيسر الغائب)، ينتقل الأطفال عمومًا إلى مسار إجراء فونتان.